# 1980年夏季残疾人奥林匹克运动会比利时代表团
1980年夏季残疾人奥林匹克运动会比利时代表团是比利时派出的1980年夏季残疾人奥林匹克运动会代表团。获得13枚金牌、12枚银牌和17枚铜牌。